# Triada Cushinga
Triada Cushinga – zespół objawów klinicznych, towarzyszących zwiększonemu ciśnieniu śródczaszkowemu (obrzęk mózgu, wodogłowie, guz mózgu, krwotok), w którego skład wchodzą:
- wysokie ciśnienie tętnicze;
- nieregularny oddech (np. Cheyne’a-Stokesa, Biota);
- bradykardia.